# Deadpool XXX: An Axel Braun Parody
Deadpool XXX: An Axel Braun Parody ist eine Pornofilm-Parodie des Regisseurs Axel Braun aus dem Jahr 2018 auf den Mainstreamfilm Deadpool, der vom Unternehmen Wicked Pictures Direct-to-Video produziert wurde. Der Film wurde 2019 bei den AVN Awards als „Best Parody“ und bei den XBIZ Award als „Comedy Release of the Year“ ausgezeichnet.

## Handlung
In den ersten Minuten des Films erfahren die Zuschauer, dass Deadpool seinen Parodiefilm dreht und dass er so frustriert ist, weil er keinen Sex hat. Er trifft zwei wunderschöne Mädchen am Set – zwei Dominos, die von Foxxx und Jennifer White gespielt werden. Deadpool ist bei ihnen, aber er kann sie nicht berühren, also sieht er ihnen nur zu, wie sie miteinander spielen.
Die nächste Szene zeigt eine Reihe von Regisseuren und Filmemachern, darunter Axel Braun, die dem jungen Deadpool nützliche Tipps für seine Karriere geben. Das Beste, was ihm an diesem Tag passiert ist, ist, dass Domino ihn an die Bar geführt hat und ihm einen Blowjob gibt.
In der nächsten Szene, kommen Leute in die Bar: Electra und der Punisher. Sie sind ein weiteres Paar, das sich liebt.
In der vierten Szene sind Cable und Lady Deadpool zu sehen. Sie reden über Wolverine, und anscheinend kennt Lady Deadpool ihn sehr gut, denn sie hatten vorher Sex – diese Szene ist dann zu sehen.

## Auszeichnungen
- 2019: AVN Award - Best Art Direction
- 2019: AVN Award - Best Parody
- 2019: AVN Award - Best Best Actor - Comedy Release (Seth Gamble)
- 2019: XBIZ Award - Comedy Release of the Year
- 2019: XRCO Award - Best Parody (Comic Book)

## Sonstiges
Im Jahr 2014 erschien eine andere Pornoparodie eines anderen Regisseurs auf Deadpool mit dem Titel Deadpool XXX: A Porn Parody.